# Simona Peková
Simona Peková (rozená Vidláková, provdaná Koudelková, * 13. února 1955, Třebíč) je česká filmová a divadelní herečka. Za roli Valerie v komediálním dramatu  Přišla v noci z roku 2023 získala Českého lva a Cenu české filmové kritiky pro nejlepší herečku.

## Život
Simona Peková se narodila roku 1955 v Třebíči jako dcera herce Lubomíra Vidláka; Lubomír Vidlák předčasně zemřel a následně přijala jméno po otčímovi, lékaři třebíčské nemocnice Richardu Pekovi. Vyrůstala v nemocniční vile v areálu nemocnice. Absolvovala gymnázium v Třebíči a v roce 1979 vystudovala činoherní herectví na Janáčkově akademii múzických umění v Brně.

## Herectví
Po absolutoriu působila v brněnském Divadle na provázku a v roce 1981 (dle jiných zdrojů 1982) nastoupila do brněnského Divadla bratří Mrštíků, kde působila do roku 1990 a následně roku 1993 nastoupila do vedení Nadace Archa Chantal, kde působila v pozici ředitelky do roku 1998. Posléze odešla zpět k divadlu a nastoupila do Divadla Husa na provázku a v roce 2007 přešla do HaDivadla. Má bratra Richarda a dceru Sáru, která působí jako umělkyně.
Sporadicky účinkuje také ve filmech (Zapomenuté světlo, Nuda v Brně, El paso, Dobré ráno, Brno!). Hlavní roli přesto získala až od režisérů Tomáše Pavlíčka a Jana Vejnara Přišla v noci, za níž získala Cenu české filmové kritiky za herecký výkon (2023) a Českého lva za ženskou hlavní roli (2023).

## Filmografie

### Filmy
- 1977: Případ hodného vedoucího (TV film)
- 1980: Karolina aneb Případ ze starých časů (TV film)
- 1982: Únos (TV film)
- 1982: Neviditelné nebezpečí (TV film)
- 1982: Náledí (TV film)
- 1984: Skřivánek a sova (TV film)
- 1986: Narozeniny (TV film)
- 1989: Nedosněné sny (TV film)
- 1989: Papírový most (TV film)
- 1990: Ježek z kiosku (TV film)
- 1992: Dědictví aneb Kurvahošigutntag
- 1996: Zapomenuté světlo
- 1997: Do nebíčka
- 1998: Postel
- 1998: Převeliké klanění právě narozenému Jezulátku aneb Betlém (TV film)
- 2001: Podzimní návrat
- 2003: Nuda v Brně
- 2005: Hrubeš a Mareš jsou kamarádi do deště
- 2009: El paso
- 2010: Pouta
- 2012: Polski film
- 2017: Všechno bude fajn!
- 2021: Marťanské lodě
- 2023: Přišla v noci

### Seriály
- 1983: V službách zákona
- 1995–1998: Detektiv Martin Tomsa (2 díly)
- 2003: Četnické humoresky (1 díl)
- 2005: Strážce duší
- 2006: Letiště
- 2011: Okno do hřbitova (1 díl)
- 2011: 4teens
- 2012: Setkání s hvězdou (1 díl)
- 2012: Kriminálka Anděl (1 díl)
- 2012–2018: Helena (5 dílů)
- 2014: Vinaři (1 díl)
- 2017: Dáma a Král (1 díl)
- 2021: Hlava Medúzy (1 díl)
- 2023: Dobré ráno, Brno! (8. díl)

## Rozhlas (výběr)
- 2008: Adina Mandlová: Dneska už se tomu směju. Osmidílná četba ze vzpomínek české filmové herečky. Četla Simona Peková. Příprava a režie: Jakub Vítek